# 和歌山県道804号貴志川自転車道線
和歌山県道804号貴志川自転車道線（わかやまけんどう804ごう きしがわじてんしゃどうせん）は、和歌山県紀の川市を走る自転車道の県道の1つである。
和歌山県の県道の中では自転車道は800番台となっている。

## 概要
貴志川の河川管理用通路を改良した道路。県内のサイクリングロードの表示では川のサイクリングロードR-2とされている。和歌山県道803号紀の川自転車道線の井坂橋南詰交差点より分岐し、貴志駅に至る。

### 路線データ
- 起点：紀の川市桃山町段（井坂橋南詰交差点）
- 終点：紀の川市貴志川町神戸（貴志駅）

## 歴史
- 2013年 指定[1]

## 地理

### 通過する自治体
- 紀の川市

### 接続する道路
- 国道24号
- 和歌山県道803号紀の川自転車道線 (R-1)